# Bildwandlung
Als Bildwandlung (engl. image conversion) bezeichnet man
1. die automatisierte Umwandlung eines optischen Bildes in ein elektrisches Signal;
2. die Digitalisierung eines analogen Bildes (A/D-Wandlung);
3. die analoge Wiedergabe eines digitalen Bildes (D/A-Wandlung).

## Übersicht
Alle fotografischen Verfahren führen eine Bildwandlung durch, d. h., sie verändern das Motiv nach definierten Regeln; konventionelle Fotografie reduziert beispielsweise die Räumlichkeit und wandelt ein dreidimensionales Bild in ein zweidimensionales um, ein Fischaugenobjektiv verzerrt die perspektivische Abbildung tonnenförmig gegenüber den menschlichen Sehgewohnheiten.
Die ersten Bildwandlungen von statischen Bildern wurden mit der Bildtelegrafie sowie später in der Bildtelefonie umgesetzt. Die ersten Bildwandlungen von bewegten Bildern gelangen durch Paul Nipkows Nipkow-Scheibe. Bei dieser optoelektronischen Bildwandlung werden optische Bilder in Punkte und Zeilen aufgelöst, als Signal übertragen und wieder zu einem optischen Bild zusammengesetzt.

## Digitalisierung
Die Umwandlung eines analogen in ein digitales Bild umfasst die Diskretisierung und die Quantisierung, dabei werden die Parameter Bildauflösung, Farbraum und Farbtiefe festgelegt. Die Digitalisierung kann beispielsweise durch einen Scanner oder einen Framegrabber erfolgen.
Beim Umwandeln des Dateiformats von digitalen Bilddateien (Konvertierung) findet dagegen keine Bildwandlung statt, da der "Aggregatzustand" des Bildes nicht verändert wird.

## Bildgebende Verfahren
Besonders weitreichende Bildwandlungen werden bei den bildgebenden Verfahren durchgeführt; dabei handelt es sich um errechnete Bilder, d. h., es werden Sachverhalte visualisiert, die dem unbewaffneten menschlichen Auge sonst nicht zugänglich sind.

## Probleme
Ein typisches Problem bei der Digitalisierung von Bilddaten ist das Auftreten von Moiré-Effekten.